# Károly Beregfy
Károly Beregfy (12 février 1888 - 12 mars 1946) est un officier militaire et homme politique hongrois, ministre de la Défense dans le Gouvernement d'unité nationale de 1944 à 1945.

## Biographie
Il est né sous le nom de Károly Berger à Cservenka (Crvenka). Il combat pendant la Première Guerre mondiale où il est grièvement blessé. Il rejoint ensuite l'Armée rouge hongroise pour lutter contre les nationalistes rebelles. Entre 1939 et 1941, il est commandant de l'Académie royale militaire.

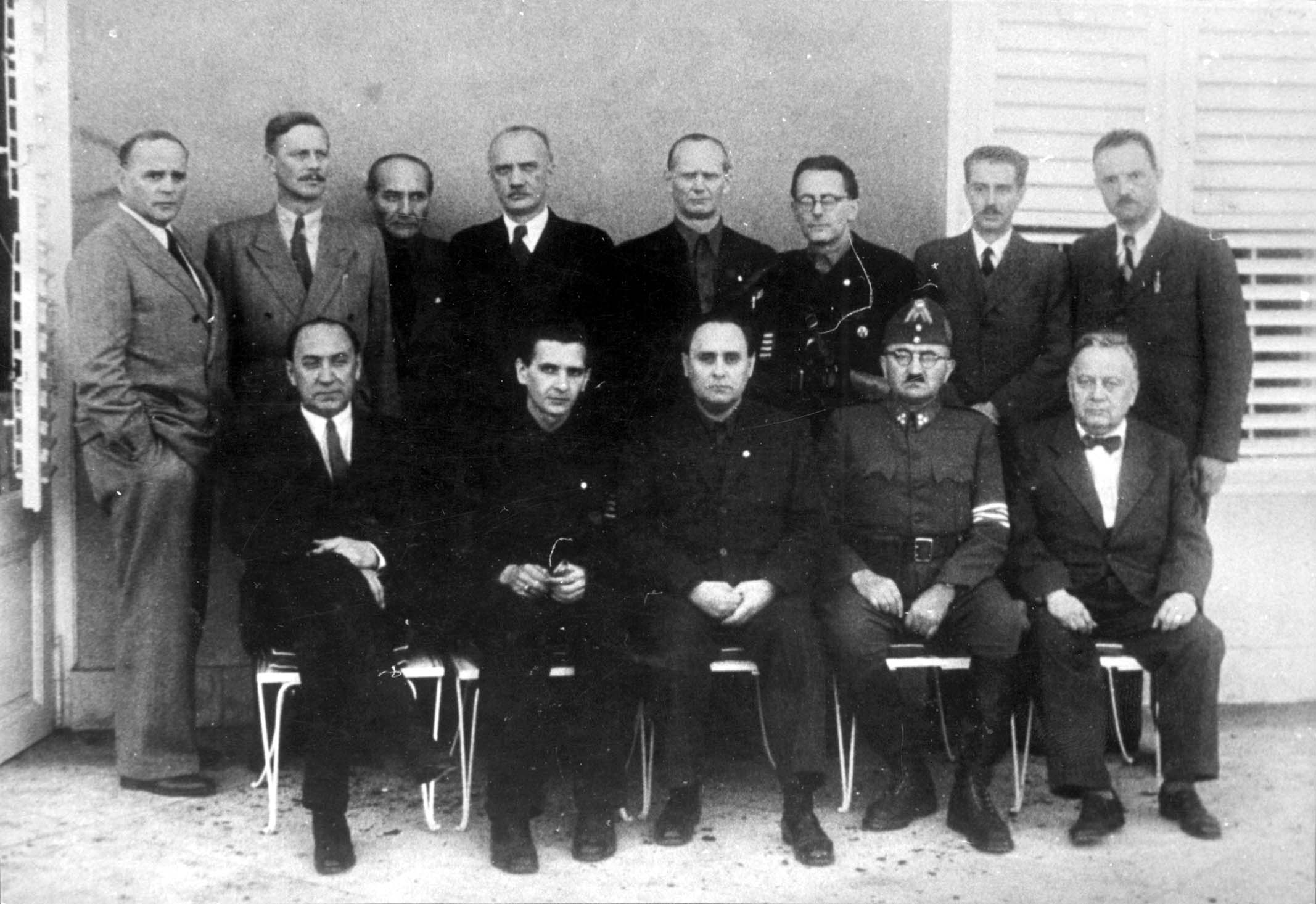
Ministres du Gouvernement d'unité nationale. Károly Beregfy est le quatrième en partant de la gauche de la rangée inférieure.

Il prend part à la Seconde Guerre mondiale à partir de 1941 en tant que commandant du VIe corps, puis commande la Troisième Armée et la Première Armée. En avril 1944, il subit une grave défaite face à l'Armée rouge. La commission examinant les raisons de la défaite établit la responsabilité personnelle de Beregfy, celui-ci étant démis de son commandement sur le terrain.
Il sympathise avec le parti des Croix fléchées dès le début, bien qu'il ne puisse pas s'y joindre car en vertu des règlements de l'armée hongroise, les membres des partis politiques ne peuvent pas être officiers de l'armée. Après l'opération Margarethe, il est approché par Ferenc Szálasi, dirigeant du parti des Croix fléchées, lui demandant de l'aide pour fomenter un coup d'État si Miklós Horthy tentait de négocier une reddition.
Après le coup d'État du parti des Croix fléchées, le nouveau Premier ministre Szálasi nomme Beregfy ministre de la Défense. Il fut également chef d'état-major des armées. Beregfy déclare la Hongrie zone de manœuvre le 30 octobre et  subordonne toutes les ressources humaines et économiques possibles à la guerre.
Le 30 avril 1945, il est capturé par les troupes de l'armée américaine. Traduit en justice devant le Tribunal du peuple, il nie les qui lui sont reprochés. Le tribunal invalide ses arguments de défense (Beregfy faisait référence à son handicap et à la contrainte liée au conflit) et le condamne à mort. Il est pendu le 12 mars 1946, en même temps que Ferenc Szálasi, Gábor Vajna (en) et József Gera (en).

## Sources
- Magyar Életrajzi Lexikon
- Géza Lakatos: As I saw it: the tragedy of Hungary. Englewood, New Jersey: Universe Publishing, 1993.